# İzmit Körfez Circuit
Der İzmit Körfez Circuit ist eine permanente Motorsport-Rennstrecke bei İzmit in der Türkei. Der Kurs ist derzeit (Stand 2025) die drittlängste türkische Rennstrecke.

## Geschichte
Er wurde 1993 als erste asphaltierte Rennstrecke der Türkei unter Unterstützung des Türkischen Automobilsport-Verbandes vom Istanbuler Motorsport Club gebaut.

## Streckenbeschreibung
Die im Uhrzeigersinn befahrene Strecke ist 1,95 km lang und hat 9 Kurven.